# Jamantau
Jamantau (baszk. Ямантау) – masyw górski w Baszkortostanie w europejskiej części Rosji. Jego główny wierzchołek Bolszoj Jamantau (1638 m) jest najwyższym szczytem Uralu Południowego.
Stany Zjednoczone podejrzewają, że pod Jamantau oraz Koswinskim Kamienem, leżącym 600 m na północ, znajduje się rozległa baza wojskowa i schron przeciwnuklearny. Informacja o tym pojawiła się w 1996 roku w The New York Times. Budowa miała kosztować 40 mld dolarów, a zatrudnionym do niej miało być ponad 30 tysięcy robotników. Budowa rozpocząć się miała w czasach Breżniewa. Raport z 2003 wskazywał, że baza nie jest jeszcze gotowa, ale spodziewane jest, że w niedługim czasie będzie.
U stóp Jamantau położone jest zamknięte miasto Mieżgorje.